# Montégut (Gers)
Montégut è un comune francese di 530 abitanti situato nel dipartimento del Gers nella regione dell'Occitania.

## Società

### Evoluzione demografica
Abitanti censiti